# 斯氏烟管鳚
斯氏煙管鳚（學名：Chaenopsis stephensi），為輻鰭魚綱鳚形目煙管鳚科煙管鳚屬的一種，分布於中西大西洋墨西哥猶加敦半島及委內瑞拉海域，深度可達4公尺，本魚體細長，頭長，頭上沒有捲鬚，吻部較短，與眼徑相等，從上方看，吻部呈鈍V形，每隻眼睛後部上方有2個孔，中間有一個中央孔，下頜尖端突出，尾鰭圓形，與背鰭、臀鰭相連，身體中側有5個深色菱形斑點，背部有6組3個深色條紋，體長可達4.6公分，棲息在岩礁區，通常躲在蠕蟲空巢穴，雌魚產附著性卵，由雄魚守護魚卵，生活習性不明。